# Список президентів Гондурасу
Президент Гондурасу — глава держави Гондурас. Чинним президентом із 27 січня 2022 є Сіомара Кастро.
Колонія Гондурас проголосила свою незалежність від Іспанії 15 вересня 1821.

## Президенти (глави держави) Гондурасу в складіЦентральноамериканської Федерації(1821–1839)
1 липня 1823 Гондурас разом із Гватемалою, Сальвадором, Нікарагуа та Коста-Рикою проголосили свою незалежність від Мексики та сформували недовговічну Центральноамериканську Федерацію, також відому під назвою Об'єднані Провінції Центральної Америки. Гондурас вийшов зі складу Федерації 1838 року. Остаточний розпад Федерації припав на період між 5 листопада 1838, коли від неї від'єдналась Нікарагуа, та 1840 роком.
- Діонісіо де Еррера: 16 вересня 1824 — 10 травня 1827
- Хосе Хусто Мілья: 10 травня 1827 — 13 вересня 1827
- Клето Бенданья: 13 вересня 1827 — 24 жовтня 1827
- Хосе Херонімо Селайя: 27 жовтня 1827 — 11 листопада 1827
- Мігель Еусебіо Бустаманте: 11 листопада 1827 — 26 листопада 1827
- Франсіско Морасан: 26 листопада 1827 — 30 червня 1828
- Дієго Вігіл Коканья: 30 червня 1828 — 2 грудня 1829
- Франсіско Морасан: 2 грудня 1829 — 24 грудня 1829
- Хуан Анхель Аріас: 24 грудня 1829 — 22 квітня 1830
- Франсіско Морасан: 22 квітня 1830 — 28 липня 1830
- Хосе Сантос дель Валь: 28 липня 1830 — 12 березня 1831
- Хосе Антоніо Маркес: 12 березня 1831 — 22 березня 1832
- Хосе Франсіско Мілья Гевара: 22 березня 1832 — 7 січня 1833
- Хоакін Рівера: 7 січня 1833 — 31 грудня 1836
- Хосе Марія Мартінес Салінас (в. о.): 1 січня 1837 — 28 травня 1837
- Хусто Хосе Еррера: 28 травня 1837 — 3 вересня 1838
- Хосе Марія Мартінес Салінас: 3 вересня 1838 — 12 листопада 1838
- Хосе Ліно Матуте: 12 листопада 1838 — 9 січня 1839

## Президенти незалежної РеспублікиГондурас(1839-дотепер)
Гондурас проголосив свою незалежність 15 листопада 1838 року, а конституцію було підготовлено в січні наступного року. Після періоду нестабільності консервативний генерал Франсіско Феррера став першим президентом країни, обраним на дворічний термін, проте він de facto зберігав контроль над нацією упродовж наступних п'яти років.
Більшість президентів після 1900 року представляли одну з двох панівних партій країни: Ліберальної (PLH) та Національної (PNH).
Останні вибори відбулись 29 листопада 2009 року, за результатами яких на пост президента був обраний Порфіріо Лобо Соса. Він склав присягу 27 січня наступного року.
| Президент                                                 | Президент | Початок повноважень | Закінчення повноважень | Партія                 |
| --------------------------------------------------------- | --------- | ------------------- | ---------------------- | ---------------------- |
| Хуан Франсіско де Моліна                                  |           | 11 січня 1839       | 13 квітня 1839         | Ліберальна             |
| Феліпе Нері Медіна (в. о.)                                |           | 13 квітня 1839      | 15 квітня 1839         | Ліберальна             |
| Хуан Хосе Альварадо (в. о.)                               |           | 15 квітня 1839      | 27 квітня 1839         | Безпартійний           |
| Хосе Марія Герреро (в. о.)                                |           | 27 квітня 1839      | 10 серпня 1839         | Консервативна          |
| Маріано Гарріго (в. о.)                                   |           | 10 серпня 1839      | 20 серпня 1839         | Безпартійний           |
| Хосе Марія Бустільйо (в. о.)                              |           | 20 серпня 1839      | 27 серпня 1839         | Консервативна          |
| Рада міністрів                                            |           | 27 серпня 1839      | 21 вересня 1839        |                        |
| Франсіско Селая-і-Айєс (в. о.)                            |           | 21 вересня 1839     | 1 січня 1841           | Консервативна          |
| Франсіско Феррера                                         |           | 1 січня 1841        | 31 грудня 1842         | Консервативна          |
| Рада міністрів                                            |           | 1 січня 1843        | 23 лютого 1843         |                        |
| Франсіско Феррера                                         |           | 23 лютого 1843      | 31 грудня 1844         | Консервативна          |
| Рада міністрів                                            |           | 1 січня 1845        | 8 січня 1845           |                        |
| Коронадо Чавес                                            |           | 8 січня 1845        | 1 січня 1847           | Консервативна          |
| Рада міністрів                                            |           | 1 січня 1847        | 12 лютого 1847         |                        |
| Хуан Ліндо                                                |           | 12 лютого 1847      | 1 лютого 1852          | Консервативна          |
| Франсіско Гомес (в. о.)                                   |           | 1 лютого 1852       | 1 березня 1852         | Ліберальна             |
| Хосе Тринідад Кабаньяс                                    |           | 1 березня 1852      | 18 жовтня 1855         | Ліберальна             |
| Хосе Сантьяго Буесо (в. о.)                               |           | 18 жовтня 1855      | 8 листопада 1855       | Ліберальна             |
| Франсіско де Агілар (в. о.)                               |           | 8 листопада 1855    | 17 лютого 1856         | Ліберальна             |
| Хосе Сантос Гвардіола                                     |           | 17 лютого 1856      | 11 січня 1862          | Консервативна          |
| Хосе Франсіско Монтес (в. о.)                             |           | 11 січня 1862       | 4 лютого 1862          | Ліберальна             |
| Вікторіано Кастельянос (в. о.)                            |           | 4 лютого 1862       | 11 грудня 1862         | Ліберальна             |
| Хосе Франсіско Монтес (в. о.)                             |           | 11 грудня 1862      | 7 вересня 1863         | Ліберальна             |
| Хосе Марія Медіна (в. о.)                                 |           | 7 вересня 1863      | 31 грудня 1863         | Консервативна          |
| Франсіско Інестроса (в. о.)                               |           | 31 грудня 1863      | 15 березня 1864        | Консервативна          |
| Хосе Марія Медіна                                         |           | 15 березня 1864     | 26 липня 1872          | Консервативна          |
| Селео Аріас (тимчасовий)                                  |           | 26 липня 1872       | 13 січня 1874          | Ліберальна             |
| Понсіано Лейва                                            |           | 13 січня 1874       | 8 червня 1876          | Консервативна          |
| Марселіно Мехья (тимчасовий)                              |           | 8 червня 1876       | 13 червня 1876         | Консервативна          |
| Кресченсіо Гомес (тимчасовий)                             |           | 13 червня 1876      | 12 серпня 1876         | Консервативна          |
| Хосе Марія Медіна (тимчасовий)                            |           | 12 серпня 1876      | 27 серпня 1876         | Консервативна          |
| Марко Авреліо Сото                                        |           | 27 серпня 1876      | 19 жовтня 1883         | Ліберальна             |
| Рада міністрів                                            |           | 19 жовтня 1883      | 30 листопада 1883      |                        |
| Луїс Богран                                               |           | 30 листопада 1883   | 30 листопада 1891      | Консервативна          |
| Понсіано Лейва                                            |           | 30 листопада 1891   | 7 серпня 1893          | Консервативна          |
| Домінго Васкес                                            |           | 7 серпня 1893       | 22 лютого 1894         | Консервативна          |
| Полікарпо Бонілья                                         |           | 22 лютого 1894      | 1 лютого 1899          | Ліберальна             |
| Теренсіо Сьєрра                                           |           | 1 лютого 1899       | 1 лютого 1903          | Ліберальна             |
| Хуан Анхель Аріас Бокін                                   |           | 1 лютого 1903       | 13 квітня 1903         | Ліберальна             |
| Мануель Бонілья                                           |           | 13 квітня 1903      | 25 лютого 1907         | Національна            |
| Мігель Окелі Бустільйо (голова тимчасової урядової хунти) |           | 25 лютого 1907      | 18 квітня 1907         | Ліберальна             |
| Мігель Давіла                                             |           | 18 квітня 1907      | 28 березня 1911        | Національна            |
| Франсіско Бертран (в. о.)                                 |           | 28 березня 1911     | 1 лютого 1912          | Національна            |
| Мануель Бонілья                                           |           | 1 лютого 1912       | 21 березня 1913        | Національна            |
| Франсіско Бертран                                         |           | 21 березня 1913     | 9 вересня 1919         | Національна            |
| Сальвадор Агірре (в. о.)                                  |           | 9 вересня 1919      | 16 вересня 1919        | Національна            |
| Вісенте Мехія Коліндрес (в. о.)                           |           | 16 вересня 1919     | 5 жовтня 1919          | Ліберальна             |
| Франсіско Богран (в. о.)                                  |           | 5 жовтня 1919       | 1 лютого 1920          | Ліберальна             |
| Рафаель Лопес Гутьєррес                                   |           | 1 лютого 1920       | 10 березня 1924        | Ліберальна             |
| Франсіско Буесо (в. о.)                                   |           | 10 березня 1924     | 27 квітня 1924         | Ліберальна             |
| Тібурсіо Каріас Андіно (голова Ліберальної революції)     |           | 27 квітня 1924      | 30 квітня 1924         | Національна            |
| Вісенте Тоста (тимчасовий)                                |           | 30 квітня 1924      | 1 лютого 1925          | Ліберальна             |
| Мігель Пас Барагона                                       |           | 1 лютого 1925       | 1 лютого 1929          | Національна            |
| Вісенте Мехія Коліндрес                                   |           | 1 лютого 1929       | 1 лютого 1933          | Ліберальна             |
| Тібурсіо Каріас Андіно                                    |           | 1 лютого 1933       | 1 січня 1949           | Національна            |
| Хуан Мануель Гальвес                                      |           | 1 січня 1949        | 5 грудня 1954          | Національна            |
| Хуліо Лосано Діас (верховний голова держави)              |           | 5 грудня 1954       | 21 жовтня 1956         | Національна            |
| Військова урядова рада                                    |           | 21 жовтня 1956      | 21 грудня 1957         |                        |
| Рамон Вільєда Моралес                                     |           | 21 грудня 1957      | 3 жовтня 1963          | Ліберальна             |
| Освальдо Лопес Арельяно                                   |           | 3 жовтня 1963       | 7 червня 1971          |                        |
| Рамон Ернесто Крус Уклес                                  |           | 7 червня 1971       | 4 грудня 1972          | Національна            |
| Освальдо Лопес Арельяно (голова держави)                  |           | 4 грудня 1972       | 22 квітня 1975         |                        |
| Хуан Альберто Мельгар Кастро (голова держави)             |           | 22 квітня 1975      | 7 серпня 1978          |                        |
| Полікарпо Пас Гарсія (тимчасовий)                         |           | 7 серпня 1978       | 27 січня 1982          |                        |
| Роберто Суасо Кордова                                     |           | 27 січня 1982       | 27 січня 1986          | Ліберальна             |
| Хосе Аскона дель Гойо                                     |           | 27 січня 1986       | 27 січня 1990          | Ліберальна             |
| Рафаель Леонардо Кальєхас                                 |           | 27 січня 1990       | 27 січня 1994          | Національна            |
| Карлос Роберто Рейна                                      |           | 27 січня 1994       | 27 січня 1998          | Ліберальна             |
| Карлос Роберто Флорес                                     |           | 27 січня 1998       | 27 січня 2002          | Ліберальна             |
| Рікардо Мадуро                                            |           | 27 січня 2002       | 27 січня 2006          | Національна            |
| Мануель Селайя                                            |           | 27 січня 2006       | 28 червня 2009         | Ліберальна             |
| Роберто Мічелетті (в. о.)                                 |           | 28 червня 2009      | 27 січня 2010          | Ліберальна             |
| Порфіріо Лобо Соса                                        |           | 27 січня 2010       | 27 січня 2014          | Національна            |
| Хуан Орландо Ернандес                                     |           | 27 січня 2014       | 27 січня 2022          | Національна            |
| Сіомара Кастро                                            |           | 27 січня 2022       | Чинна                  | Свобода та відродження |